# Horst Schiesser
Horst Schiesser (* 1930) ist ein deutscher Bäckerei-Unternehmer aus Berlin.

## Werdegang
Schiesser gehörte bis zu deren Konkurs/Insolvenz unter anderem die Backwarenfirma Geschi-Brot Schiesser & Sohn GmbH (Konkursverfahren Amtsgericht Ahrensburg 10 N 130/97 aufgehoben nach Schlusstermin 18. Februar 2011) mit einer Vielzahl von Tochter- und Schwester-Unternehmen, zum Beispiel Cityback GmbH, Schiesser & Sohn GmbH und die Eurafood GmbH.
Bundesweit bekannt wurde Schiesser, als er 1986 das hochverschuldete Wohnungsunternehmen Neue Heimat, Eigentümerin von über 200.000 Wohnungen, für 1 DM erwarb. Nach nur knapp zwei Monaten musste er das Unternehmen an die BGAG, eine DGB-Firma, rückübertragen. Die Banken hatten seine Sanierungspläne – die Neue Heimat war mit 17 Milliarden DM verschuldet – nicht unterstützen wollen.